# Немеш, Мате
Мате Немеш (род. 21 июля 1993, Сента, Воеводина) — сербский борец греко-римского стиля, чемпион Европы, призёр чемпионата мира и Европейских игр 2019 года, участник Олимпийских игр 2020 года в Токио.

## Биография
Родился в 1993 году. С 2008 года в ранге кадета выступает на международной арене. В 2013 году стал бронзовым призёром чемпионата Европы среди юниоров в категории до 66 кг. В 2016 году стал бронзовым призёром чемпионата Европы среди спортсменов не достигших 23-х лет в категории до 66 кг.
В 2015 году принял участие в I Европейских играх в Баку, но занял только итоговое 14-е место в категории до 71 кг.
На Европейских играх в Минске, в 2019 году, в категории до 67 кг, стал бронзовым призёром.
На предолимпийском чемпионате планеты в Казахстане в 2019 году в весовой категории до 67 кг, Мате завоевал бронзовую медаль и получил олимпийскую лицензию для своего национального Олимпийского комитета.
На чемпионате Европы по борьбе 2021 года, который проходил в Варшаве, сербский спортсмен в весовой категории до 67 кг, сумел завоевать золотую медаль, победив в финале Матеуша Бернатека.